# Tranopeltoxenos manni
Tranopeltoxenos manni är en tvåvingeart som beskrevs av Charles Thomas Brues 1923. Tranopeltoxenos manni ingår i släktet Tranopeltoxenos och familjen puckelflugor.
Artens utbredningsområde är Bolivia. Inga underarter finns listade i Catalogue of Life.